# Kana Arima
Kana Arima (有馬 かな?, Arima Kana) è un personaggio immaginario ideato da Aka Akasaka, illustrato da Mengo Yokoyari e una dei personaggi principali del manga e anime Oshi no ko - My Star. Kana è un'attrice prodigio sin da bambina, perdendo però di fama col tempo, dal momento che oscurava i suoi colleghi. Dopo aver rincontrato il protagonista, Aqua Hoshino, verrà convinta da lui a diventare un'idol e entrare nelle B-Komachi.
Kana è doppiata da Megumi Han nell'anime e interpretata da Nanoka Hara nell'adattamento live-action. Kana è diventata uno dei personaggi più popolari della serie ed è stata accolta positivamente dalla critica soprattutto per il suo retroscena e i suoi rapporti, venendo analizzata in dettaglio la sua psicologia. Il personaggio ha ricevuto anche diverso merchandising.

## Concezione e sviluppo
Kana Arima fu concepita da Aka Akasaka per Oshi no ko - My Star. Akasaka volle scrivere una storia basata sull'industria dello spettacolo giapponese odierna e cosa accade dietro le quinte. Per i personaggi principali l'autore disegnò degli schizzi che sarebbero stati finalizzati poi da Mengo Yokoyari, l'illustratrice del manga. Akasaka ideò Kana Arima come un personaggio che potesse "rallegrare l'atmosfera cupa" del manga, ispirandosi a quelli della sua precedente opera: Kaguya-sama: Love is War. Secondo l'illustratrice Mengo, Kana Arima è l'eroina "più centrale" per l'autore, anche se lui affermò di non "fare favoritismi". In un'intervista fatta poco prima della pubblicazione del quarto volume, Akasaka affermò di non avere ancora deciso come concludere la rivalità tra Kana e Akane.

### Doppiaggio

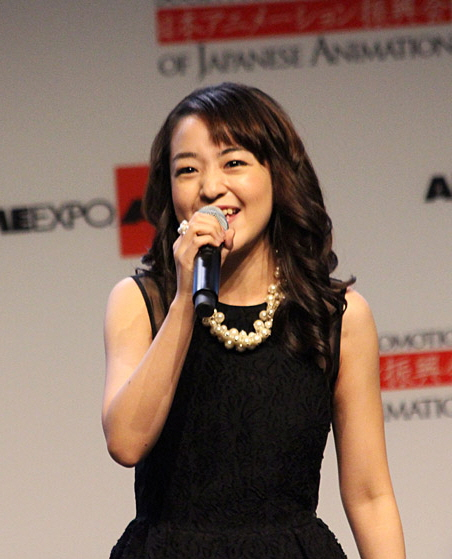
Megumi Han, la doppiatrice di Kana Arima nell'anime

La doppiatrice di Kana Arima nell'adattamento animato è Megumi Han. Quando la doppiatrice lesse Oshi no ko, Kana era il personaggio con cui empatizzò di più. Han disse, in un'intervista, che quando si presentò all'audizione non ricevette un testo, ma le fecero leggere i dialoghi dal manga stesso, con scene precise per rappresentare "Kana proprio com'è". L'audizione fu poi seguita da una parte cantata. Han pensò di aver dato il "110%" nella prima parte, ma di avere fallito la seconda, tuttavia ottenne il ruolo. Secondo Han, il suo personaggio è divenuto così popolare grazie a "tutti gli sforzi che ha fatto per arrivare lì".

### Interpretazione

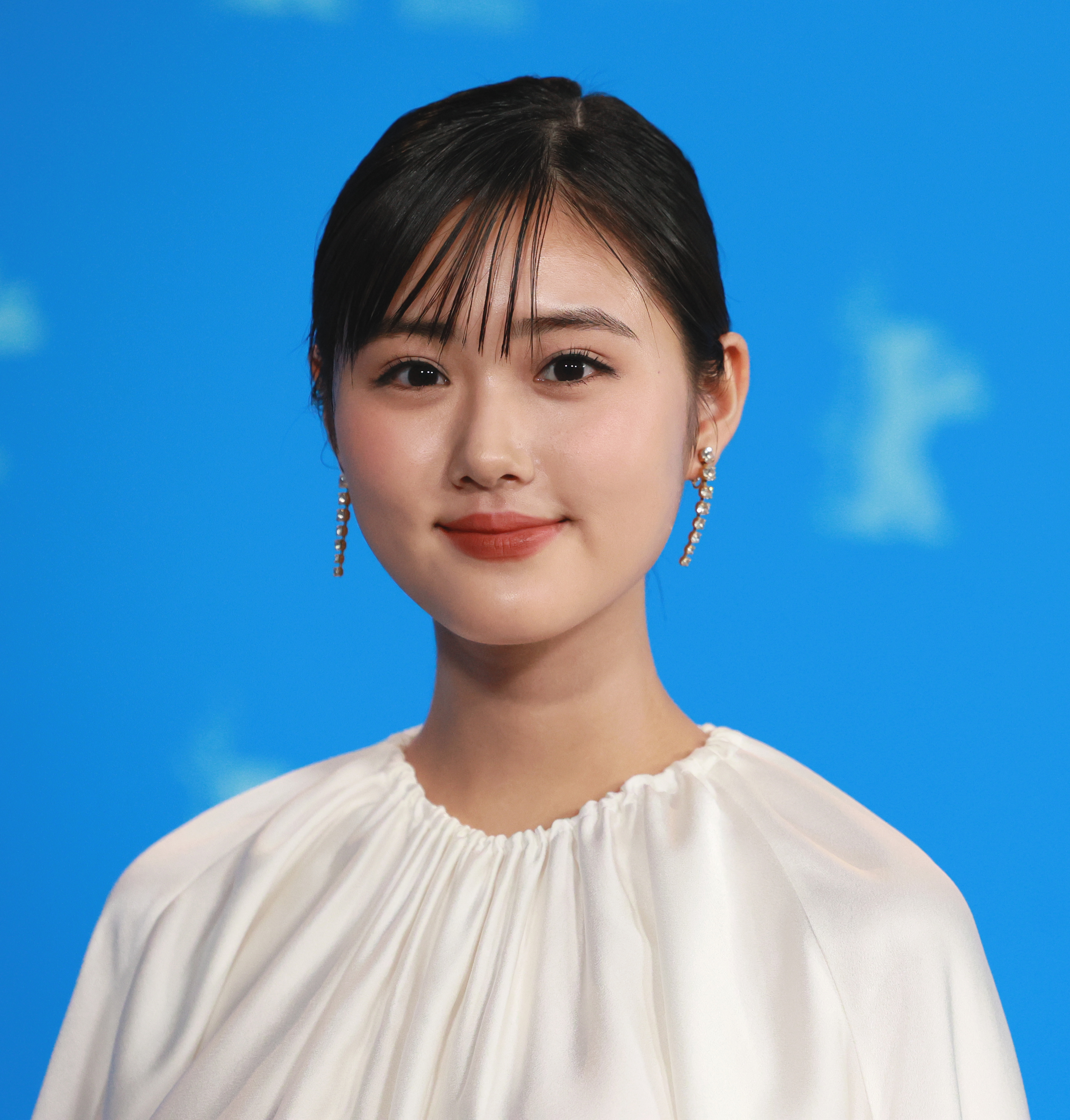
Nanoka Hara, l'attrice interprete di Kana Arima nel live-action

Nell'adattamento live-action è interpretata da Nanoka Hara. Secondo Hara, Kana è un personaggio che "suscita molta simpatia", ma tuttavia può dire parole pesanti che mostrano la "sua poca fiducia in sé stessa". Inizialmente l'attrice era molto preoccupata nell'interpretare il personaggio così popolare, tuttavia sostenne che Kana è il personaggio con cui provò più empatia. Durante le riprese cercò di imitare il più possibile le espressioni facciali del manga.
Nelle scene in cui Kana è una bambina, è interpretata da Yuzuna Kato.

## Descrizione del personaggio
Kana Arima è una ragazza dai capelli rossicci. È stata un'attrice sin da piccola, conosciuta dal pubblico come la "bambina che riesce a piangere a comando in 10 secondi". È innamorata di Aqua, il protagonista, provando gelosia nei confronti di Akane Kurokawa.

## Biografia del personaggio

Kana Arima nella copertina del volume 4 del manga

Kana incontrò per la prima volta i protagonisti, Aqua e Ruby, sul set di Come iniziò, dove si comportò in maniera scontrosa e superba nei loro confronti. Kana col tempo perse fama, soprattutto perché oscurava gli altri attori, accettando sempre più ruoli minori e rompendo il rapporto con sua madre. Anni dopo, incontrò nuovamente i fratelli Hoshino al liceo. Kana convinse Aqua a recitare con lei nell'adattamento di OggiDolce, e lui poco dopo le fece l'offerta di diventare un idol nel gruppo di sua sorella, le "B-Komachi". Inizialmente riluttante, alla fine accettò. Smise di parlare col protagonista quando scoprì che si era fidanzato con Akane Kurokawa, costringendolo a mettersi una maschera di Pieyon per parlare con lei. Quando scoprì la verità e lo vide ballare al loro primo concerto per lei e le altre ragazze, decise di "diventare la sua idol preferita".
Kana verrà poi assunta dalla compagnia teatrale Lala Lai per interpretare il ruolo di "Tsurugi", coprotagonista di Tokyo Blade. Inizialmente recita in maniera mediocre per non oscurare gli altri attori, ma durante la prima Aqua la convince a dare il meglio di sé stessa con un'improvvisazione. Successivamente le B-Komachi fanno un viaggio a Miyazaki per registrare il video del loro nuovo singolo e Kana invita Aqua a un appuntamento per scegliere una nuova valigia. Il protagonista incomincia però a evitare Kana, per non metterla in pericolo come è successo con Ai, facendola soffrire. Quando finalmente Kana riesce a rincontrare Aqua, quest'ultimo ha un attacco di panico realizzando che suo padre è ancora vivo, spingendo per sbaglia Kana che corre via piangendo, chiedendogli perché la odia così tanto. Kana incontra poi il regista Masanori Shima che la invita a casa sua, senza però che facciano nulla, tuttavia un paparazzo è riuscito a scattare una foto, generando uno scandalo. Aqua quindi rivela a tutto il mondo che lui e Ruby sono i figli di Ai Hoshino per spostare l'attenzione dei media e salvare Kana. I due così tornano in buoni rapporti.
Nel film documentario 15 anni di bugie, Kana viene presa nel ruolo di Fuyuko Nino. Dopo le riprese ha una conversazione con Akane che la convince di dichiararsi, invitando quindi Aqua a un appuntamento e dicendogli che il suo sogno è diventare "la sua unica stella", sperando di vederlo al suo ultimo concerto. Al funerale del protagonista, dopo il concerto, tira uno schiaffo al suo cadavere come promesso, pregandolo di tornare in vita. Infine, dopo aver metabolizzato la morte di Aqua, Kana decide lo stesso di continuare la sua carriera da attrice.

## Promozione e altri media
Kana è spesso usata per promuovere l'anime, creando collaborazioni con altri brand, inizialmente anche come pesce d'aprile. Kana è stata usata anche nella promozione "47都道府県の子" (47 Todōfuken no ko?) come la rappresentante delle prefetture di Hyōgo, Wakayama e Nagasaki.
Al di fuori del franchise di origine, Kana è apparsa in un cross-over con Monster Strike, The Idolmaster Shiny Colors e Pocolon Dungeons.

## Accoglienza

### Popolarità

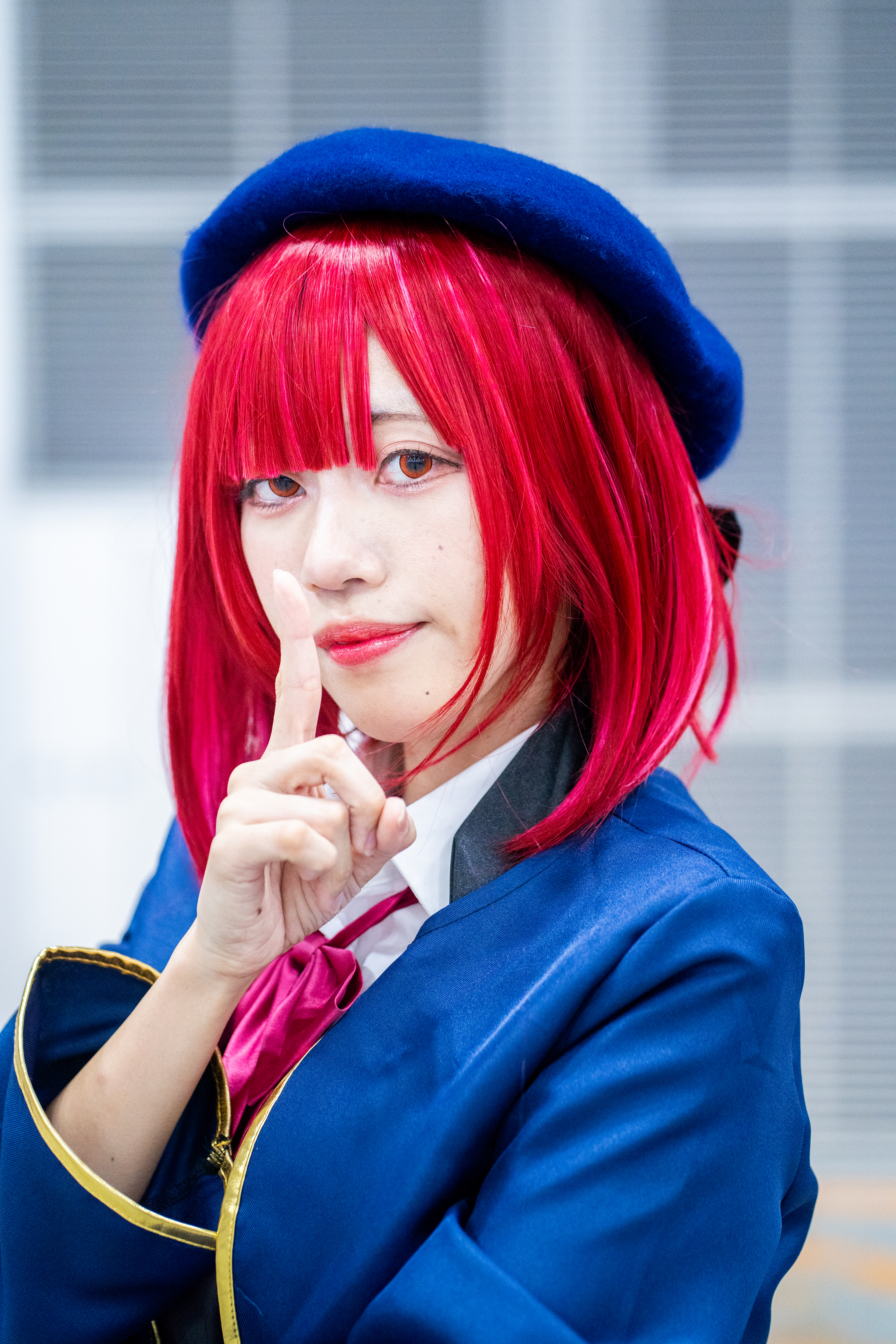
Cosplayer di Kana Arima al Comic Market del 2023

Kana è uno dei personaggi più popolari della serie. Nel sondaggio ufficiale tenuto da Shūeisha, Kana è arrivata 1ª nella sezione dedicata alle idol del manga e 2ª in quella dedicata agli attori. Kana è il personaggio più popolare di Oshi no ko - My Star tra gli utenti di MyAnimeList. In un sondaggio generico tenuto da JOYSOUND, Kana è arrivata 8ª nella sezione dei "Personaggi più popolari di anime e videogiochi" del 2024. In quello di Dengeki Online, fatto dopo il finale del manga, Kana è arrivata 2ª dietro solo ad Akane Kurokawa.
Kana ha vinto nella categoria "Ragazza dell'anno" e "Miglior personaggio femminile secondario" agli Anime Trending Awards del 2023 e di nuovo nella prima categoria nel 2024. Le canzone cantata da Kana Arima, Piiman Taiso, è stata nominata ai Reiwa Anisong Awards insieme a Our Sign is B, cantata insieme a Ruby Hoshino e MEM-cho. Ai Crunchyroll Anime Awards del 2024, Kana è stata nominata come "Miglior personaggio secondario".
Il personaggio è stato oggetto di diversi cosplay.

### Critica
Kana è stata accolta positivamente dalla critica. Nella recensione del secondo volume, Rebecca Silverman di Anime News Network ha sostenuto che Kana è passata dall'essere "la stella bambina adorata da tutti" a quasi una sconosciuta. Secondo Silverman, Kana rappresenta la perfetta "via di mezzo" tra Aqua e Ruby su come approcciarsi all'industria dello spettacolo. Antonio Mireles di The Fandom Post ha sostenuto che Kana sia il personaggio che lettori possano più comprendere, grazie al suo retroscena e il rapporto con la madre. Anime UK, nonostante gli piaccia il personaggio, non ha apprezzato il suo sviluppo durante l'arco dell'adattamento teatrale, sostenendo che sia troppo simile a quello del primo concerto.
Lauren Orsini di Anime News Network ha elogiato spesso il personaggio durante le sue recensioni dell'anime, soprattutto nell'episodio Adattamento televisivo dove ha affermato essere colei che "ha retto l'intera puntata (sulle sue spalle)". Ha apprezzato il character design finalizzato da Mengo, sostenendo che non "si sa solo che Kana è un'attrice, lo si vede". Dopo aver guardato Idol, Orsini ha scritto: «trovo sempre nuove parti di Kana da amare»; apprezzando soprattutto il disagio che il personaggio provava sul palco. Nelle sue recensioni dell'anime, Kestrel Swift di The Fandom Post ha descritto Kana come "adorabile" e "un personaggio fantastico". Swift ha considerato Kana il miglior personaggio della serie dopo il terzo episodio, sostenendo che sia un "personaggio che serva alla serie, ma aggiunge moltissimo ... anche negli archi mediocri". Ken Pueyo di Anime Corner ha considerato Kana "il personaggio miglior scritto della serie", lodando il suo sviluppo da "bambina arrogante" a un'attrice matura, nonostante si vedesse ancora come un fallimento prima dell'incontro con i fratelli Hoshino.
Secondo Louis Kemner di Comic Book Resources, la popolarità del personaggio è dovuta alla sua personalità da tsundere e il contrasto che il personaggio ha con quello di Ruby Hoshino e MEM-cho. Ha elogiato anche la rivalità tra Akane e Kana in Si alza il sipario, definendola il miglior personaggio dello show. Nella recensione di Innesco, Kemner ha elogiato come l'episodio si concentri su Kana e come lei "superi il suo cinismo". Ha paragonato il personaggio a Melt e Akane, ma, al contrario dei suddetti, il critico ha affermato che Kana ha dovuto affrontare sia "alti che bassi". Gracie Qu di Anime Trending ha sostenuto che il personaggio "rappresenta il duro lavoro e la determinazione nell'industria (dello spettacolo)" e ha elogiato il doppiaggio di Megumi Han. Nella seconda stagione ha elogiato il contrasto tra Kana e Akane e il suo retroscena, che ha definito "straziante".

#### Analisi del personaggio
La critica ha anche analizzato la psicologia e i rapporti del personaggio. Lauren Orsini di Anime News Network ha sostenuto che, a causa del suo passato, Kana vede sé stessa come "un prodotto da vendere" e nulla di più, non riuscendo a separare "la Kana-prodotto dalla Kana-persona". Secondo Orsini, Kana si sente la principale responsabile della rottura del rapporto tra lei e sua madre, per questo ha sviluppato un "complesso (alla ricerca) di elogi". Orsini ha affermato che il suo articolato rapporto con Aqua possa essere dovuto a quando l'ha "perso" mentre era ancora una bambina.
Antonio Mireles di The Fandom Post ha sostenuto che Kana stia cercando di "inserirsi in un mondo che l'ha dimenticata". Ha notato inoltre come tutti le abbiano dato l'etichetta di "attrice bambina prodigio", ma appena è cresciuta ha perso completamente notorietà. Kestrel Swift dello stesso sito ha descritto il comportamento della madre di Kana nei suoi confronti come un "narcisismo psicologicamente abusivo" e "tossico", che hanno provocato in lei un stato di ansia ancora maggiore di quella che già sopportava. Swift si è sorpresa come il personaggio riesca ancora a recitare dopo quell'infanzia e ha compreso la sua paura di fallimento.
In un'analisi approfondita del personaggio, Louis Kemner di Comic Book Resources ha notato come Kana sia in continua crescita lungo la serie, ammettendo volentieri i suoi errori e le sue lacune. Kemner ha sostenuto anche che sia "il miglior membro delle B-Komachi" per quel suo lato critico, nonostante le sue insicurezze, affermando che potrebbe far sciogliere il gruppo in qualsiasi momento.

## Merchandising
Kana ha ricevuto anche diverso merchandising, come action figure, poster, portachiavi e molto altro.